# Fettspinnen
Die Fettspinnen (Steatoda) sind eine mehr als 120 Arten umfassende Gattung aus der Familie der Kugelspinnen (Theridiidae). Zur Unterscheidung von der Spinnengattung der Echten Witwen (Latrodectus) werden sie manchmal auch als Falsche Witwen bezeichnet.

## Aussehen und Vorkommen
Die Spinnen sind mehrheitlich dunkel, braun, manchmal auch rötlich gefärbt; ihr Körper wirkt fettig glänzend, daher vermutlich ihr Name. Einige Arten weisen, insbesondere aufgrund ihres kugelförmigen Aussehens und mitunter ähnlich markanter, farbiger Zeichnungen auf dem Hinterleib (siehe unteres Bild, rechts) eine trügerische Ähnlichkeit mit den ebenfalls zur Familie der Theridiidae zählenden Witwenspinnen (Latrodectus) auf. Fettspinnen sind in der Regel aber merklich kleiner und für den Menschen keine Gefahr. Die größten Arten (S. bipunctata, S. hespera) erreichen eine Körperlänge von 8 mm, doch in den überwiegenden Fällen sind Fettspinnen kleiner.
Gleichwohl sind sie in der Lage, Beutetiere zu überwältigen, die wesentlich größer sein können als sie selbst – andere Spinnen nicht ausgenommen – sofern diese in das Netz einer Fettspinne fliegen, fallen oder in die Spannseile laufen. Ihre auf den flüchtigen Blick wirr oder konfus erscheinenden Netze bauen die vorwiegend nachtaktiven Tiere häufig in Gebäuden, hier in ausreichend geschützten Ecken, oder im Freiland, dann meist in Bodennähe, etwa unter Steinen oder in Felsspalten.

## Systematik

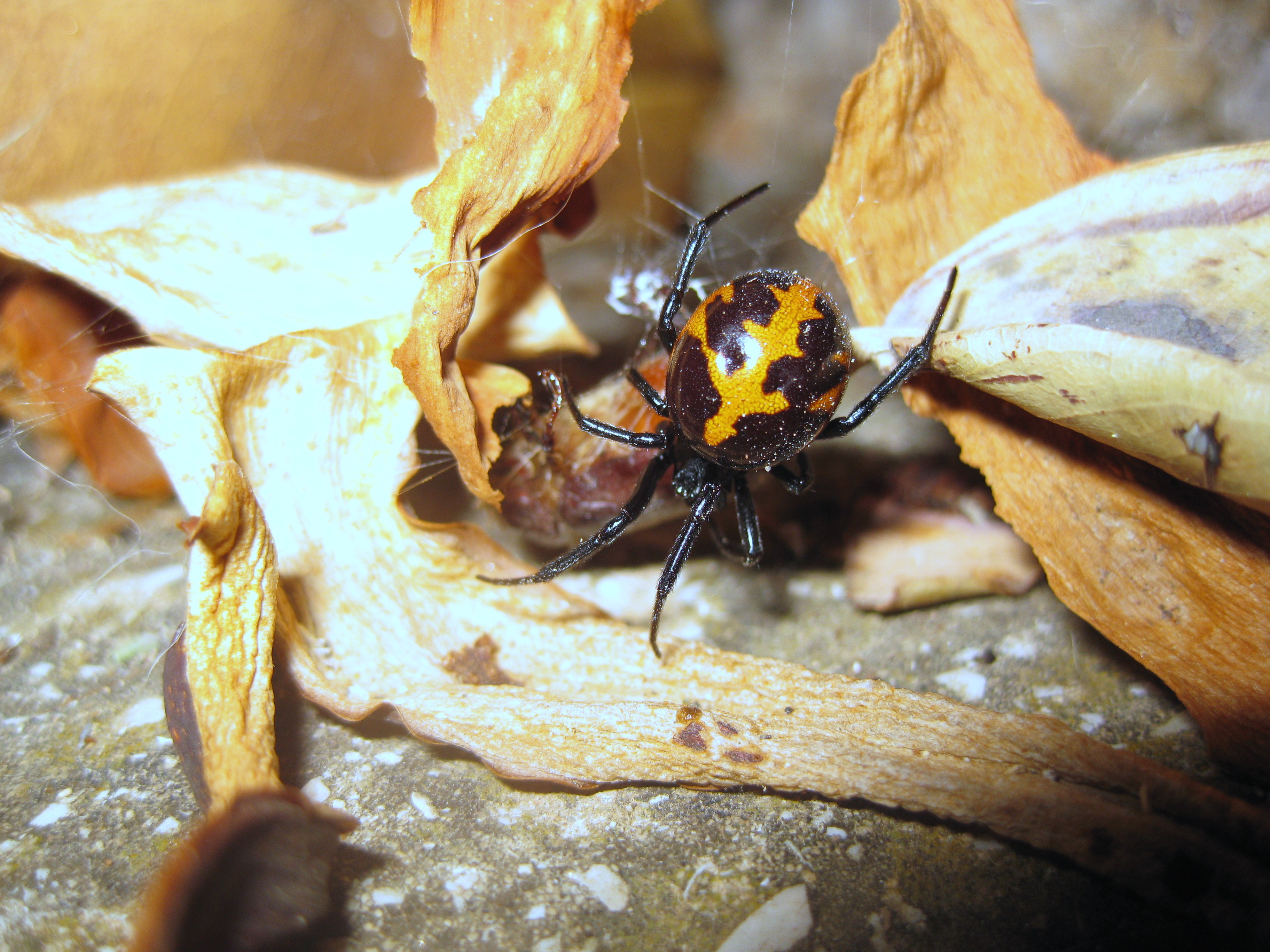
Falsche Schwarze Witwe (S. paykulliana)

Die weltweit vertretene Gattung ist sehr artenreich, wobei ihr Verbreitungsschwerpunkt in den Tropen liegt. In Mitteleuropa sind bislang folgende Arten gefunden worden:
- Weißfleckige Fettspinne (Steatoda albomaculata) (De Geer, 1778); stellenweise häufig an trockenen und sonnigen Orten, bis ins Gebirge (2500 m)
- Gewöhnliche Fettspinne (Steatoda bipunctata) (Linnaeus, 1758); häufig, in Häusern, Felsen, Gebirge bis 2000 m
- Steatoda capensis Hann, 1990; als „Falsche Katipo“ bezeichnet, ursprünglich Südafrika, nach Australien und Neuseeland eingeführt.
- Haus-Fettspinne (Steatoda castanea) (Clerck, 1757); an Gebäuden und seltener an warmen Waldrändern
- Große Fettspinne (Steatoda grossa) (C.L. Koch, 1838); Kosmopolit, in Mitteleuropa nur in Häusern und Kellern
- Edle Kugelspinne (Steatoda nobilis) (Thorell, 1875); auch als „Falsche Witwe“ bezeichnet. Ursprünglich nur in Südwesteuropa beheimatet, wurde jedoch in der 2. Hälfte des 19. Jahrhunderts vermutlich mit Bananentransporten von den Kanarischen Inseln nach England eingeschleppt und breitete sich dort langsam, vermutlich mit dem Klimawandel etwa seit dem Jahr 2000 dort und global schnell aus.[3][4]
- Falsche Schwarze Witwe (Steatoda paykulliana) (Walckenaer, 1805); auch als „Falsche Witwe“ bezeichnet. Im Mittelmeerraum bis nach Zentralasien, bevorzugt trockene Gebiete.
- Dreiecks-Fettspinne (Steatoda triangulosa) (Walckenaer, 1802); fehlt in Nordeuropa, im Süden vor allem an warmen Stellen

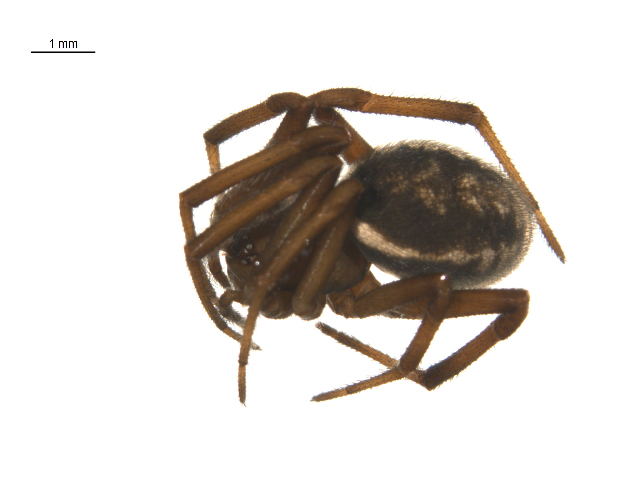
Weißfleckige Fettspinne (Steatoda albomaculata)
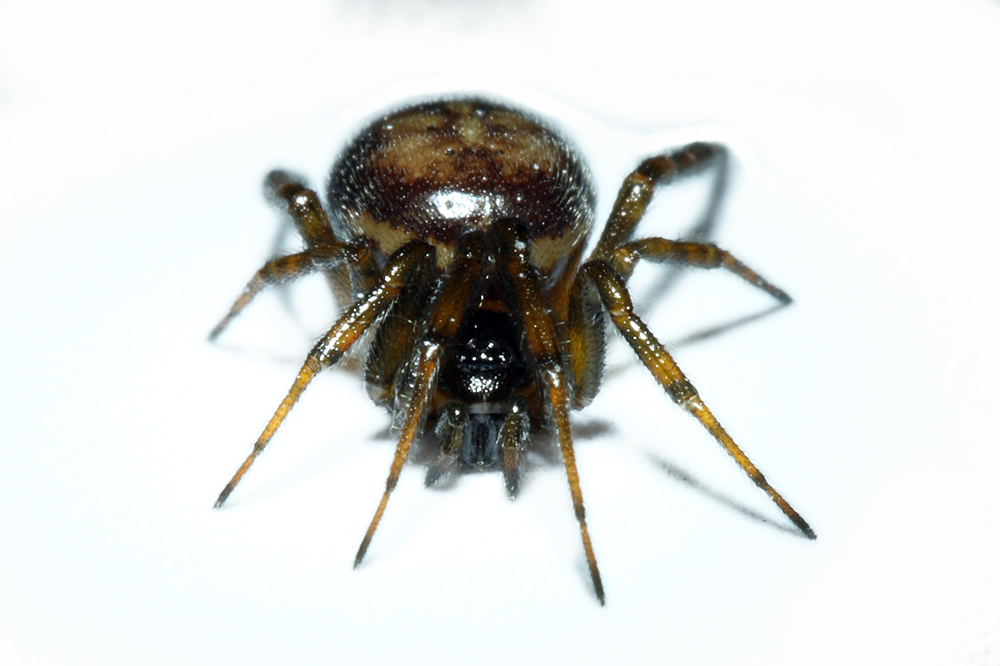
Gewöhnliche Fettspinne (Steatoda bipunctata)
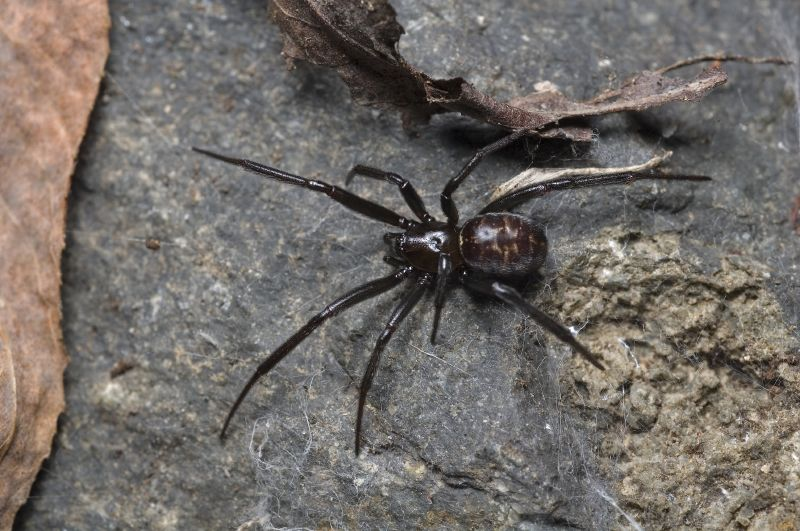
Steatoda capensis
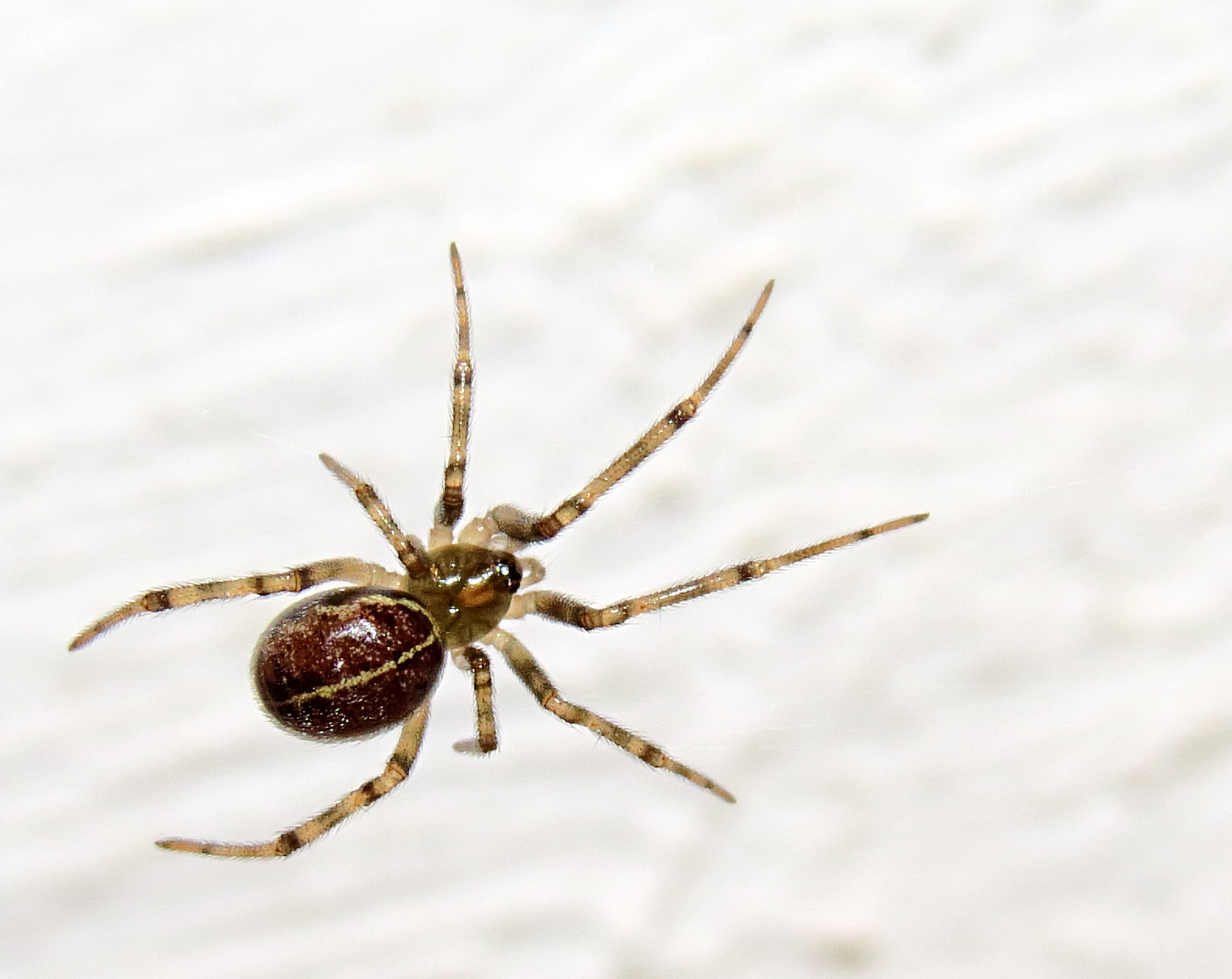
Haus-Fettspinne (Steatoda castanea)
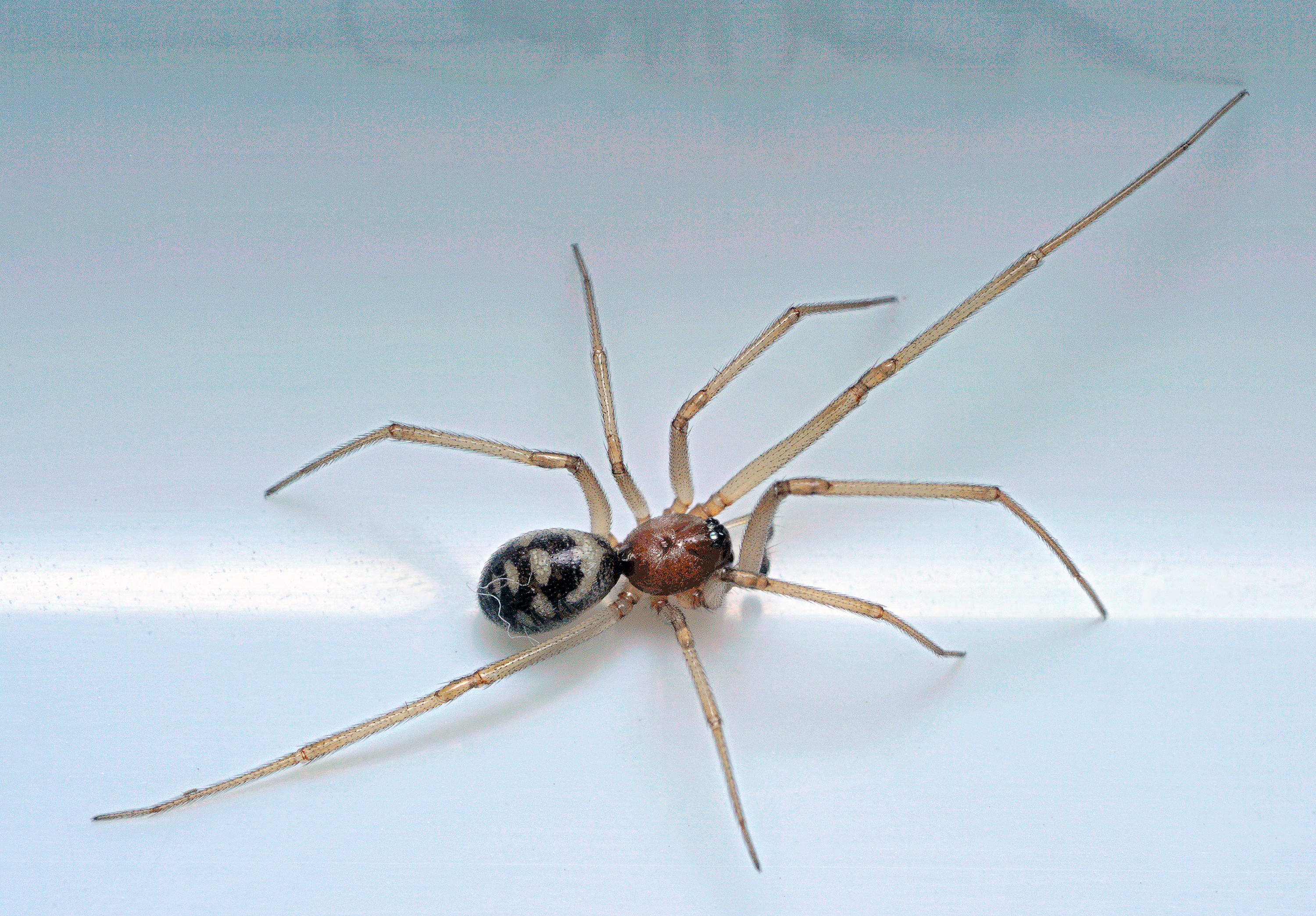
Große Fettspinne (Steatoda grossa)
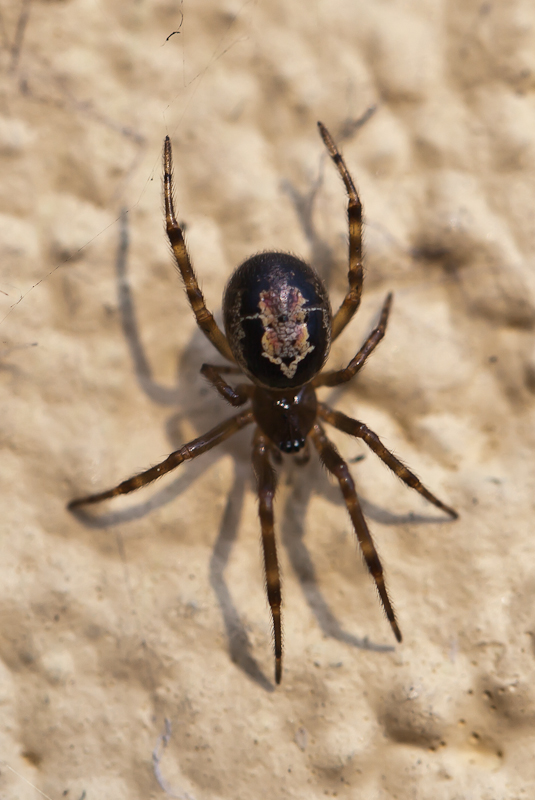
Edle Kugelspinne (Steatoda nobilis)
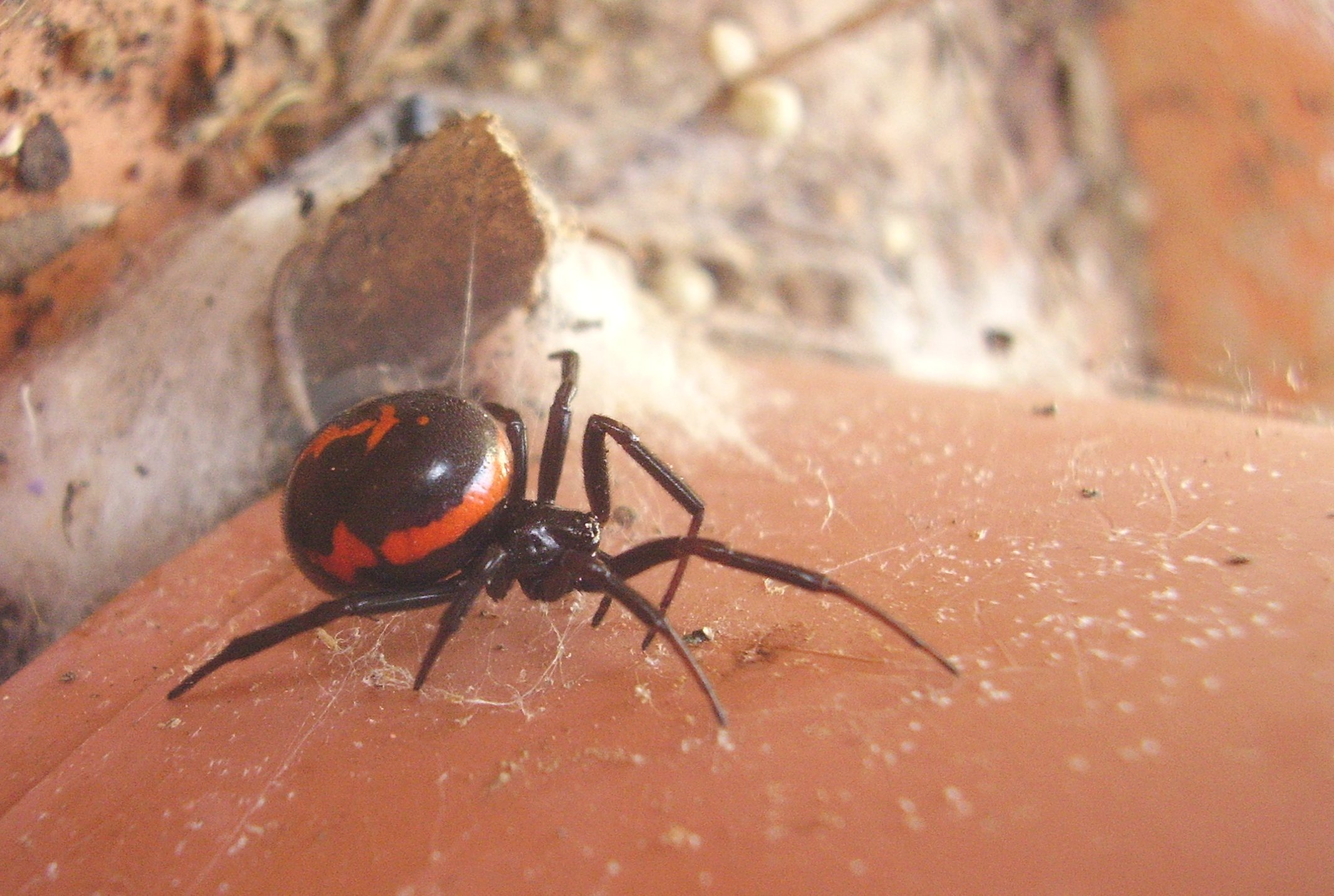
Falsche Schwarze Witwe (Steatoda paykulliana)
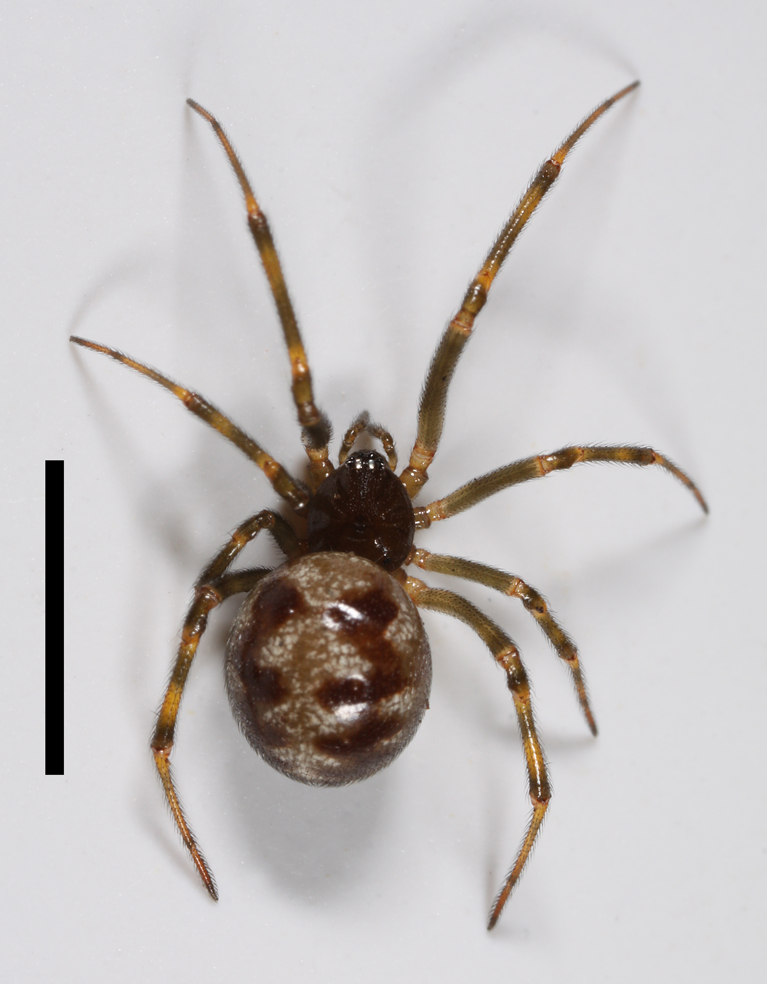
Dreiecks-Fettspinne (Steatoda triangulosa)